# Реньеро, Николас
Гастон Николас Реньеро (исп. Gastón Nicolás Reniero; родился 18 марта 1995, Энтре-Риос, Аргентина) — аргентинский футболист, нападающий клуба «Расинг».

## Биография
Реньеро — воспитанник клуба «Сан-Лоренсо де Альмагро». В 2016 году для получения игровой практики Николас был арендован клубом «Альмагро». 17 сентября в матче против «Индепендьенте Ривадавия» он дебютировал в Примере B. В поединке против «Сантамарина» Николас забил свой первый гол за «Альмагро». 8 июля в матче против «Атлетико Парана» он сделал хет-трик. По итогам сезона Николас с 15 мячами стал лучшим бомбардиром команды. По окончании аренды Реньеро вернулся в «Сан-Лоренсо». 27 августа 2017 года в матче против «Расинга» он дебютировал в аргентинской Примере. 30 ноября в поединке против «Атлетико Тукуман» Николас забил свой первый гол за «Сан-Лоренсо».
Летом 2019 года Реньеро перешёл в «Расинг». 18 августа в матче против «Ривер Плейт» он дебютировал за новый клуб. 3 ноября в поединке против «Патронато» Николас забил свой первый гол за «Расинг». В 2020 году в матчах Кубка Либертадорес против венесуэльского «Эстудиантес де Мерида» и перуанского «Альянса Лима» он забил по голу.